# Revolution (2021)
Revolution (2021) foi um evento de wrestling profissional transmitido em formato pay-per-view produzido pela All Elite Wrestling (AEW). O evento aconteceu em 7 de março de 2021. Enquanto a maioria do evento foi transmitido ao vivo no Daily's Place em Jacksonville, Flórida, a Street Fight, que foi produzida como uma luta cinematográfica, foi pré-gravada em um local não revelado em Atlanta, Geórgia. Esse foi o segundo evento na cronologia do Revolution e o primeiro pay-per-view da AEW a ser realizando em um domingo.
Nove lutas foram disputadas no evento, incluindo uma no pré-show. No evento principal, Kenny Omega derrotou Jon Moxley em uma luta Exploding Barbed Wire Deathmatch para reter o AEW World Championship. Em outras lutas importantes, os The Young Bucks (Matt Jackson e Nick Jackson) derrotaram o The Inner Circle (Chris Jericho e MJF) para reterem o AEW World Tag Team Championship, Hikaru Shida derrotou Ryo Mizunami para reter o AEW Women's World Championship, e Darby Allin e Sting derrotaram o Team Taz (Brian Cage e Ricky Starks) em uma Street Fight, no que foi a estreia no ringue de Sting e a primeira luta desde setembro de 2015. Além disso, o evento também foi notável pelas aparições surpresa de Maki Itoh, Ethan Page e Christian Cage, os dois últimos fazendo sua estreia na AEW.

## Produção

### Conceito
Em 29 de fevereiro de 2020, a All Elite Wrestling (AEW) realizou um evento pay-per-view intitulado Revolution. Mais tarde naquele ano no Full Gear, a AEW anunciou que seu próximo pay-per-view seria o Revolution em 27 de fevereiro de 2021, estabelecendo assim o Revolution como um pay-per-view anual para a promoção. Os ingressos para o evento esgotaram em poucos minutos.
A AEW transferiu o evento para o dia 7 de março após conflitos com a luta Canelo Alvarez x Avni Yildirim em Miami na data originalmente marcada para 27 de fevereiro, e havia considerado o dia 6 de março, mas a data caiu por causa de um conflito com o UFC 259. Este foi o primeiro pay-per-view da AEW a ocorrer em um domingo.
A AEW fez parceria com a Cinemark para transmitir o Revolution em alguns cinemas selecionados. Em 3 de março, imediatamente após o Dynamite, a TNT transmitiu um especial de televisão de uma hora chamado Countdown to Revolution. O especial teve em média 347.000 espectadores e atraiu 0,12 no grupo demográfico principal de 18-49.

### Rivalidades
O Revolution foi composto por nove lutas, incluindo uma no pré-show, que resultaram de enredos roteirizados, onde os lutadores retrataram heróis, vilões ou personagens menos distinguíveis em eventos roteirizados que criaram tensão e culminaram em uma luta ou série de lutas. As rivalidades foram desenvolvidas nos programas semanais da AEW Dynamite e Dark e na série do YouTube dos The Young Bucks, Being The Elite.
No Winter is Coming em 2 de dezembro de 2020, Kenny Omega venceu o AEW World Championship de Jon Moxley com a ajuda do vice-presidente da Impact Wrestling, Don Callis. Nas semanas seguintes, Omega faria aparições no Impact e se reuniria com seus ex-companheiros do Bullet Club, amigos íntimos e os Campeões Mundiais de Duplas da Impact Karl Anderson e Doc Gallows, conhecidos coletivamente como "The Good Brothers", que também fariam aparições no Dynamite para atacar Moxley. No episódio de 3 de fevereiro do Dynamitec hamado de "Beach Break", Omega e os Good Brothers derrotaram Moxley e os membros do Death Triangle Rey Fenix e Pac. No episódio de 17 de fevereiro do Dynamite, Moxley foi novamente atacado pelos Good Brothers e Omega revelou que Moxley havia acrescentado uma revanche pelo título no contrato que ele e Moxley assinaram anteriormente; Omega concordou com a revanche, mas a fim de finalmente encerrar a rivalidade entre eles, Omega disse que a luta seria disputada em um Exploding Farped Wirematch.
Também no Winter Is Coming, Sting fez sua estreia na AEW, salvando Cody Rhodes, Dustin Rhodes e o Campeão da TNT Darby Allin de uma derrota para o Team Taz (Brian Cage, Ricky Starks e Powerhouse Hobbs). Sting continuou a fazer aparições para salvar Allin do Team Taz, finalmente se envolvendo fisicamente para evitar a interferência de Starks e ajudar Allin a manter seu títulocontra Cage no New Year's Smash Night 2. No episódio de 20 de janeiro de 2021 do Dynamite, o manager do grupo, Taz afirmou que queria levar a luta para as ruas, e lançou um desafio para Allin e Sting. No dia seguinte, foi anunciado que Allin e Sting enfrentariam o Team Taz (Cage e Starks) em uma Street Fight no Revolution, marcando a primeira luta de Sting na AEW e sua primeira luta em cinco anos após sua aposentadoria em 2016.
No episódio do Dynamite de 20 de janeiro de 2021, uma batalha real de duplas foi anunciada para o Beach Break, com os vencedores recebendo uma luta pelo AEW World Tag Team Championship contra os The Young Bucks no Revolution; os Young Bucks também participaram e, caso vencessem, poderiam escolher seus adversários. Chris Jericho eliminou Daunte Martin dao Top Flight para vencer a batalha real, vencendo a luta junto a seu parceiro do The Inner Circle MJF. No entanto, a AEW anunciou posteriormente que os Young Bucks defenderiam os títulos contra dois outros membros do The Inner Circle, Santana e Ortiz, durante o episódio de 17 de fevereiro do Dynamite, onde os Young Bucks mantiveram os títulos.
Também no episódio de 20 de janeiro de 2021 do Dynamite, a AEW anunciou um torneio de eliminação única com 16 mulheres para determinar a candidata #1 ao AEW Women's World Championship, com a vencedora recebendo uma chance pelo título no Revolution. O torneio foi dividido em duas chaves separadas, com oito mulheres competindo em lutas nos Estados Unidos e oito mulheres competindo em lutas no Japão. A vencedora de cada chave se enfrentará na final do torneio no Dynamite para determinar a vencedora geral e a desafiante ao AEW Women's World Championship. A chave dos Estados Unidos começou durante o episódio de 10 de fevereiro no Daily's Place. A chave do Japão começou em 15 de fevereiro e foi ao ar no canal da AEW no YouTube, transmitindo do Ice Ribbon Dojo. Além do Dynamite e YouTube, as lutas do torneio foram ao ar no dia 28 de fevereiro durante um especial do Bleacher Report, que também contou com uma luta de trios onde a equipe da Campeã Mundial Feminina da AEW Hikaru Shida, Mei Suruga e Rin Kadokura derrotou a equipe de Emi Sakura, Veny e Maki Itoh.
No episódio de 17 de fevereiro do Dynamite, uma luta de escadas de seis homens foi anunciada para o Revolution, onde o vencedor receberia uma luta pelo TNT Championship. Cody Rhodes, Scorpio Sky e Penta El Zero Miedo foram anunciados como os três primeiros participantes. As vagas restantes serão determinadas em lutas de qualificação, começando com Lance Archer contra Rey Fenix no episódio de 24 de fevereiro do Dynamite, que Archer venceu.
Depois de ser expulso da The Elite, "Hangman" Adam Page se viu sendo cortejado pela Dark Order para se juntar a eles, o que ele recusou todas as vezes. Ao mesmo tempo, Page também estava sendo olhado pelo "Big Money" Matt Hardy. No episódio de 10 de fevereiro do Dynamite, Hardy comprou um bar para comemorar a vitória dele e Page em uma luta de duplas uma semana antes e persuadiu Page, aparentemente bêbado, a assinar um contrato para se tornar seu empresário, com Hardy ficando com 30% dos ganhos de Page. Na semana seguinte no Dynamite, Page revelou que na verdade trocou o contrato que Hardy sem saber assinou por uma luta "Big Money" no Revolution; se Hardy perder, Page recebe 100% dos ganhos de Hardy no primeiro trimestre de 2021. Hardy então disse a Page se ele afirma ser um "homem honrado" que ele também deveria colocar seus ganhos em jogo, o que Page concordou.
Em 26 de fevereiro, uma variação masculina do Casino Battle Royale da AEW foi agendada para o Revolution, chamada Casino Tag Team Royale. Sete equipes foram confirmadas para a batalha real de duplas com mais a serem anunciadas. A ordem dos participantes é baseada em uma loteria. Duas equipes de começam a luta e, a cada 90 segundos, uma nova equipe entra. As eliminações individuais ocorrem quando um lutador passa por cima da corda e ambos os pés atingem o chão; uma equipe é eliminada quando ambos os membros da equipe foram excluídos da luta. A luta termina com um lutador ou equipe restante. A dupla vencedora ganha uma futura luta pelo AEW World Tag Team Championship.
Em 24 de fevereiro, a AEW anunciou a contratação de Paul Wight em um contrato de longo prazo como artista interno e comentarista de sua próxima série no YouTube Dark: Elevation, ao lado de Tony Schiavone. Wight fez sua estréia no episódio de 3 de março do Dynamite em uma entrevista com Schiavone, na qual ele disse que tinha um "grande furo" de que a AEW contrataria "um talento digno do Hall da Fama que é uma grande surpresa e um enorme ativo" no Revolution.

## Evento
| Função:                   | Nome:                           |
| ------------------------- | ------------------------------- |
| Comentaristas em inglês   | Jim Ross (PPV)                  |
| Comentaristas em inglês   | Tony Schiavone (Pre-show e PPV) |
| Comentaristas em inglês   | Excalibur (Pre-show e PPV)      |
| Comentaristas em inglês   | Taz (Street Fight)              |
| Comentaristas em inglês   | Don Callis (Omega vs. Moxley)   |
| Comentaristas em espanhol | Alex Abrahantes                 |
| Comentaristas em espanhol | Dasha Gonzalez                  |
| Comentaristas em espanhol | Willie Urbina                   |
| Comentaristas em francês  | Alain Mistrangélo               |
| Comentaristas em francês  | Norbert Feuillan                |
| Comentaristas em alemão   | Günter Zapf                     |
| Comentaristas em alemão   | Mike Ritter                     |
| Anunciador de ringue      | Justin Roberts                  |
| Árbitros                  | Aubrey Edwards                  |
| Árbitros                  | Bryce Remsburg                  |
| Árbitros                  | Mike Posey                      |
| Árbitros                  | Paul Turner                     |
| Árbitros                  | Rick Knox                       |
| Entrevistador             | Alex Marvez                     |

### The Buy-In
Uma luta foi disputada no pré-show, que viu Dr. Britt Baker, D.M.D. e Maki Itoh (acompanhadas por Reba) enfrentarem Riho e Thunder Rosa em uma luta de duplas. Depois que Reba acertou Rosa com uma muleta, Baker a imobilizou para vencer a luta.

### Lutas preliminares
Na luta de abertura, os The Young Bucks (Matt Jackson e Nick Jackson) defenderam o AEW World Tag Team Championship contra o The Inner Circle (Chris Jericho e MJF) (acompanhado por Wardlow). No final, os Young Bucks aplicaram um "Meltzer Driver" em Jericho para vencerem a luta e reterem os títulos.
A luta seguinte foi o Casino Tag Team Royale para determinar os próximos desafiantes ao AEW World Tag Team Championship. Rey Fénix (que representou o Death Triangle) eliminou por último Jungle Boy (que representou o Jurassic Express) para vencer a luta.
Em seguida, Hikaru Shida defendeu o AEW Women's World Championship contra Ryo Mizunami. Shida venceu a luta após realizar um "Corkscrew Knee". Após a luta, Shida e Mizunami foram atacadas por Nyla Rose, Britt Baker e Maki Itoh, antes de Thunder Rosa aparecer para as salvar.
Na luta seguinte, Miro e Kip Sabian (acompanhados por Penelope Ford) enfrentaram os Best Friends (Chuck Taylor e Orange Cassidy) em uma luta de duplas. No clímax, Miro forçou Taylor a se submeter ao "Game Over" para vencer.
Depois disso, Adam Page lutou com Matt Hardy em uma luta Big Money, em que o vencedor da luta receberia os ganhos do perdedor do primeiro trimestre de 2021. Depois de receber a ajuda da Dark Order, Page realizou um "Buckshot Lariat" em Hardy para vencer a luta. Após a luta, Page comemorou e bebeu cerveja com os membros da Dark Order.
A luta seguinte foi a luta de escadas Face of the Revolution, com o vencedor recebendo uma luta pelo AEW TNT Championship no futuro. Os participantes da luta foram Cody Rhodes, Penta El Zero Miedo, Lance Archer, Scorpio Sky, Max Caster e Ethan Page. Sky venceu a luta depois de pegar o anel de bronze gigante que estava pendurado acima do ringue.

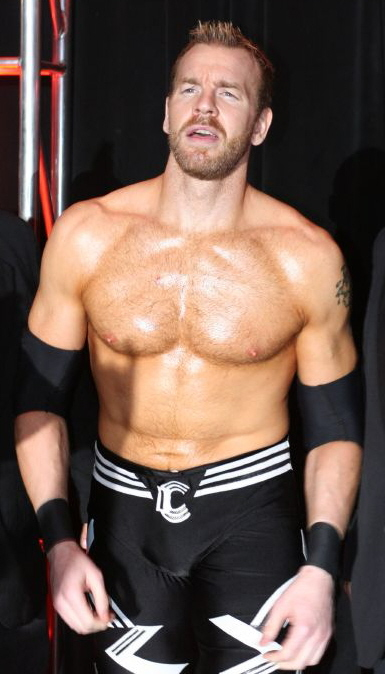
Christian Cage foi revelado como a grande contratação da AEW.

Depois disso, Christian Cage foi revelado como o "talento digno do Hall da Fama", provocado por Paul Wight antes do show. Cage foi até o ringue e assinou um contrato antes de sair.
Na penúltima luta, Sting e Darby Allin enfrentaram o Team Taz (Brian Cage e Ricky Starks) em uma Street Fight. Sting venceu a luta para seu time após derrotar Starks com o "Scorpion Death Drop".

### Evento principal
No evento principal, Kenny Omega defendeu o AEW World Championship contra Jon Moxley em uma Exploding Farped Wirematch. Nesta luta em particular, algumas das cordas do ringue foram substituídas por arame farpado, que explodiria se um lutador fizesse contato com eles, e se a luta não fosse concluída em 30 minutos, o ringue explodiria e quem ficasse em pé seria o vencedor. No final, Omega venceu a luta depois de executar um "One-Winged Angel" em uma cadeira de aço. Após a luta, Omega recebeu ajuda de seus aliados Don Callis e The Good Brothers (Doc Gallows e Karl Anderson) para atacar Moxley e algema-lo às cordas do ringue. Antes que o ringue pudesse explodir, Eddie Kingston correu para proteger Moxley do impacto.

## Recepção
O Revolution foi bem recebido pelos fãs e críticos que assistiram ao show. No entanto, os eventos após a Exploding Barbed Wire Deathmatch foram criticados por um resultado nada assombroso, no qual o ringue foi definido para explodir após 30 minutos, mas terminou com uma explosão fraca. Depois que o show saiu do ar, Jon Moxley respondeu à explosão dizendo: “Kenny Omega pode ser um filho da puta durão, mas ele não consegue fazer um ringue explodindo valer a pena!” Na coletiva pós-show do Revolution, Tony Khan explicou a fraca explosão dizendo: “Acho que todos nós temos sorte que a bomba explodindo no final não machucou ninguém ... o grande plano mestre de Kenny - ele construiu um fracasso. Quem teria pensado quando ele traçou o grande plano com giz de cera que talvez a bomba não deixasse de matar os dois caras. Mas no final, eu não sei o que as pessoas realmente queriam, a menos que você realmente quisesse explodir os caras no final, há muito que você pode fazer. Então, sem realmente explodir o ringue e explodir os dois caras, acho que a explicação básica é que o ringue de Kenny foi definido para explodir e seu plano de um heel que construiu essa coisa com um martelo e pregos como vimos, a explosão final simplesmente não saiu."
Brent Brookhouse, do CBSSports.com, descreveu o Revolution como um show "cheio de boa ação no ringue e surpresas divertidas", e chamou a conclusão da Exploding Barbed Wire Deathmatch uma "nota negativa", acrescentando, "foi uma nota infeliz na qual para encerrar um show que, de outra forma, correspondeu às expectativas. Essas expectativas foram até superadas em alguns casos - como foi o caso do retorno de Sting à ação ao lado de Darby Allin quando a dupla enfrentou Brian Cage e Ricky Starks em uma Street FIght cinematográfica essa foi a primeira luta do lutador de 61 anos desde 2015. " Ele acrescentou para encerrar, "o final contaminou completamente tudo o que veio antes, encerrando o que tinha sido um show muito agradável com uma nota terrível."
Justin Barrasso, do Sports Illustrated, gostou da luta pelo AEW Women's World Championship, da Street Fight e do evento principal. Ele chamou o rescaldo da Deathmatch de "grande falha, prejudicando o final do show, que deveria ter terminado de forma espetacular depois de uma luta como aquela do evento principal", acrescentando que espera que "a falta de uma explosão não ofusque a luta mortal, que foi uma incrível exibição de fisicalidade e narrativa de Moxley e Omega."
Os ingressos para o evento esgotaram em poucos minutos. Mais de 1.300 pessoas estiveram presentes no Daily's Place, que tem mais de 25% da capacidade, mas menos de 30%. Em compras pay-per-view, o evento foi bem, gerando mais de US$ 6 milhões em receitas. Embora o número exato de compras do PPV ainda não seja conhecido, o número de compras por meio do  B/R Live aumentou mais de 50% do que o PPV Full Gear em novembro de 2020, com compras internacionais de PPV aumentando de 20 a 40%. Com compras PPV lineares incluídas, o evento pode ultrapassar as 120.000 compras do Double or Nothing 2020, que atualmente é a melhor da empresa. Dave Meltzer do Wrestling Observer Newsletter também relatou que o evento provavelmente alcançará os melhores números de pay-per-view de qualquer show não pertencente à WWE nos EUA desde 1999.

## Depois do evento
No episódio seguinte do Dynamite, Kenny Omega interrompeu Christian Cage antes que ele fosse entrevistado, e explicou que ele havia planejado propositalmente que o ringue não explodisse a fim de envergonhar Jon Moxley. Isso levou a uma briga entre Omega, Eddie Kingston, Moxley e The Good Brothers, antes que Cage aparecesse e também se envolvesse em uma briga com Omega.
Também no episódio seguinte do Dynamite, o The Inner Circle realizou uma reunião do "conselho de guerra", onde foi revelado que MJF havia tramado secretamente contra Jericho e formado sua própria facção com Wardlow, Shawn Spears e FTR (Dax Harwood e Cash Wheeler), que então atacaram todos os membros do Inner Circle.
Além disso, no Dynamite, Scorpio Sky, que havia vencido a luta dde escadas Face of the Revolution, recebeu sua luta contra Darby Allin pelo TNT Championship, que Allin venceu. Após a luta Sky atacou Allin tornando-se heel.

## Resultados
| Nº                                          | Resultados | Estipulações                                                                                           | Tempo |
| ------------------------------------------- | --- | --- | ----- |
| Pré- show                                   | Dr. Britt Baker, D.M.D. e Maki Itoh (com Rebel) derrotaram Riho e Thunder Rosa                                                     | Luta de duplas                                                                                         | 14:50 |
| 1                                           | The Young Bucks (Matt Jackson e Nick Jackson) (c) derrotaram The Inner Circle (Chris Jericho e MJF) (com Wardlow)                  | Luta de duplas pelo AEW World Tag Team Championship                                                    | 17:50 |
| 2                                           | Death Triangle (Rey Fenix) venceu eliminando por último Jurassic Express (Jungle Boy)1                                             | Casino Tag Team Royale por uma futura luta pelo AEW World Tag Team Championship                        | 26:45 |
| 3                                           | Hikaru Shida (c) derrotou Ryo Mizunami                                                                                             | Luta individual pelo AEW Women's World Championship                                                    | 15:10 |
| 4                                           | Miro e Kip Sabian (com Penelope Ford) derrotaram Best Friends (Orange Cassidy e Chuck Taylor)                                      | Luta de duplas                                                                                         | 7:50  |
| 5                                           | "Hangman" Adam Page derrotou "Big Money" Matt Hardy                                                                                | Luta Big Money O vencedor receberia os lucros do primeiro trimestre de 2021 do perdedor.               | 14:40 |
| 6                                           | Scorpio Sky derrotou Cody Rhodes (com Arn Anderson), Penta El Zero Miedo, Lance Archer (com Jake Roberts), Max Caster e Ethan Page | Luta de escadas Face of the Revolution O vencedor receberia uma luta futura pelo AEW TNT Championship. | 23:15 |
| 7                                           | Darby Allin e Sting derrotaram Team Taz (Brian Cage e Ricky Starks)                                                                | Street Fight                                                                                           | 13:40 |
| 8                                           | Kenny Omega (c) (com Don Callis) derrotou Jon Moxley                                                                               | Luta Exploding Barbed Wire Deathmatch pelo AEW World Championship                                      | 25:15 |
| (c) – Refere-se aos campeões antes da luta. | | |       |

### Chaveamento do torneio
|  | Primeira Rodada 10 de fevereiro (Dynamite) 15 de fevereiro (YouTube) 17 de fevereiro (Dynamite) 22 de fevereiro (YouTube) | Primeira Rodada 10 de fevereiro (Dynamite) 15 de fevereiro (YouTube) 17 de fevereiro (Dynamite) 22 de fevereiro (YouTube) | Primeira Rodada 10 de fevereiro (Dynamite) 15 de fevereiro (YouTube) 17 de fevereiro (Dynamite) 22 de fevereiro (YouTube) |                         |               | Quartas de final 22 de fevereiro (YouTube) 24 de fevereiro (Dynamite) 28 de fevereiro (Bleacher Report) | Quartas de final 22 de fevereiro (YouTube) 24 de fevereiro (Dynamite) 28 de fevereiro (Bleacher Report) | Quartas de final 22 de fevereiro (YouTube) 24 de fevereiro (Dynamite) 28 de fevereiro (Bleacher Report) |  |  | Semifinais 28 de fevereiro (Bleacher Report) 1 de março (YouTube) | Semifinais 28 de fevereiro (Bleacher Report) 1 de março (YouTube) | Semifinais 28 de fevereiro (Bleacher Report) 1 de março (YouTube) |  |  | Final 3 de março (Dynamite) | Final 3 de março (Dynamite) | Final 3 de março (Dynamite) |  |
|  | | | |                         |               | | | |  |  |                                                                   |                                                                   |                                                                   |  |  |                             |                             |                             |  |
|  | 1 | Leyla Hirsch | 9:02 |                         |               | | | |  |  |                                                                   |                                                                   |                                                                   |  |  |                             |                             |                             |  |
|  | 1 | Leyla Hirsch | 9:02 |                         |               | | | |  |  |                                                                   |                                                                   |                                                                   |  |  |                             |                             |                             |  |
|  | 16 | Thunder Rosa | Pin |                         |               | | | |  |  |                                                                   |                                                                   |                                                                   |  |  |                             |                             |                             |  |
|  | 16 | Thunder Rosa | Pin |                         | Thunder Rosa  | Thunder Rosa                                                                                            | Pin | |  |  |                                                                   |                                                                   |                                                                   |  |  |                             |                             |                             |  |
|  | | | |                         | Thunder Rosa  | Thunder Rosa                                                                                            | Pin | |  |  |                                                                   |                                                                   |                                                                   |  |  |                             |                             |                             |  |
|  | | | Riho | Riho                    | [ 40 ]        | | | |  |  |                                                                   |                                                                   |                                                                   |  |  |                             |                             |                             |  |
|  | 8 | Serena Deeb | Riho | Riho                    | [ 40 ]        | 14:50                                                                                                   | | |  |  |                                                                   |                                                                   |                                                                   |  |  |                             |                             |                             |  |
|  | 8 | Serena Deeb | |                         |               | | | |  |  |                                                                   |                                                                   |                                                                   |  |  |                             |                             |                             |  |
|  | 9 | Riho | Pin |                         |               | | | |  |  |                                                                   |                                                                   |                                                                   |  |  |                             |                             |                             |  |
|  | 9 | Riho | Pin |                         | Thunder Rosa  | Thunder Rosa                                                                                            | 13:40                                                                                                   | |  |  |                                                                   |                                                                   |                                                                   |  |  |                             |                             |                             |  |
|  | Estados Unidos | | |                         | Thunder Rosa  | Thunder Rosa                                                                                            | 13:40                                                                                                   | |  |  |                                                                   |                                                                   |                                                                   |  |  |                             |                             |                             |  |
|  | | | Nyla Rose | Nyla Rose               | Pin           | | | |  |  |                                                                   |                                                                   |                                                                   |  |  |                             |                             |                             |  |
|  | 5 | Tay Conti | Nyla Rose | Nyla Rose               | Pin           | 8:45 | | |  |  |                                                                   |                                                                   |                                                                   |  |  |                             |                             |                             |  |
|  | 5 | Tay Conti | |                         |               | | | |  |  |                                                                   |                                                                   |                                                                   |  |  |                             |                             |                             |  |
|  | 12 | Nyla Rose | Pin |                         |               | | | |  |  |                                                                   |                                                                   |                                                                   |  |  |                             |                             |                             |  |
|  | 12 | Nyla Rose | Pin |                         | Nyla Rose     | Nyla Rose                                                                                               | Pin | |  |  |                                                                   |                                                                   |                                                                   |  |  |                             |                             |                             |  |
|  | | | |                         | Nyla Rose     | Nyla Rose                                                                                               | Pin | |  |  |                                                                   |                                                                   |                                                                   |  |  |                             |                             |                             |  |
|  | | | Dr. Britt Baker, D.M.D.                                                                                                   | Dr. Britt Baker, D.M.D. | 13:25         | | | |  |  |                                                                   |                                                                   |                                                                   |  |  |                             |                             |                             |  |
|  | 4 | Dr. Britt Baker, D.M.D.                                                                                                   | Dr. Britt Baker, D.M.D.                                                                                                   | Dr. Britt Baker, D.M.D. | 13:25         | Sub | | |  |  |                                                                   |                                                                   |                                                                   |  |  |                             |                             |                             |  |
|  | 4 | Dr. Britt Baker, D.M.D.                                                                                                   | |                         |               | | | |  |  |                                                                   |                                                                   |                                                                   |  |  |                             |                             |                             |  |
|  | 13 | Madi Wrenkowski | 5:15 |                         |               | | | |  |  |                                                                   |                                                                   |                                                                   |  |  |                             |                             |                             |  |
|  | 13 | Madi Wrenkowski | 5:15 |                         | Nyla Rose     | Nyla Rose                                                                                               | 12:50                                                                                                   | |  |  |                                                                   |                                                                   |                                                                   |  |  |                             |                             |                             |  |
|  | | | |                         |               | | | |  |  |                                                                   |                                                                   |                                                                   |  |  |                             |                             |                             |  |
|  | | | Ryo Mizunami | Ryo Mizunami            | Pin           | | | |  |  |                                                                   |                                                                   |                                                                   |  |  |                             |                             |                             |  |
|  | 6 | Yuka Sakazaki | Ryo Mizunami | Ryo Mizunami            | Pin           | Pin | | |  |  |                                                                   |                                                                   |                                                                   |  |  |                             |                             |                             |  |
|  | 6 | Yuka Sakazaki | |                         |               | | | |  |  |                                                                   |                                                                   |                                                                   |  |  |                             |                             |                             |  |
|  | 11 | Mei Suruga | 10:10 |                         |               | | | |  |  |                                                                   |                                                                   |                                                                   |  |  |                             |                             |                             |  |
|  | 11 | Mei Suruga | 10:10 |                         | Yuka Sakazaki | Yuka Sakazaki                                                                                           | Pin | |  |  |                                                                   |                                                                   |                                                                   |  |  |                             |                             |                             |  |
|  | | | |                         | Yuka Sakazaki | Yuka Sakazaki                                                                                           | Pin | |  |  |                                                                   |                                                                   |                                                                   |  |  |                             |                             |                             |  |
|  | | | Emi Sakura | Emi Sakura              | 13:45         | | | |  |  |                                                                   |                                                                   |                                                                   |  |  |                             |                             |                             |  |
|  | 3 | Veny | Emi Sakura | Emi Sakura              | 13:45         | Pin | | |  |  |                                                                   |                                                                   |                                                                   |  |  |                             |                             |                             |  |
|  | 3 | Veny | |                         |               | | | |  |  |                                                                   |                                                                   |                                                                   |  |  |                             |                             |                             |  |
|  | 14 | Emi Sakura | 12:30 |                         |               | | | |  |  |                                                                   |                                                                   |                                                                   |  |  |                             |                             |                             |  |
|  | 14 | Emi Sakura | 12:30 |                         | Yuka Sakazaki | Yuka Sakazaki                                                                                           | 14:20                                                                                                   | |  |  |                                                                   |                                                                   |                                                                   |  |  |                             |                             |                             |  |
|  | Japão | | |                         | Yuka Sakazaki | Yuka Sakazaki                                                                                           | 14:20                                                                                                   | |  |  |                                                                   |                                                                   |                                                                   |  |  |                             |                             |                             |  |
|  | | | Ryo Mizunami | Ryo Mizunami            | Pin           | | | |  |  |                                                                   |                                                                   |                                                                   |  |  |                             |                             |                             |  |
|  | 7 | Maki Itoh | Ryo Mizunami | Ryo Mizunami            | Pin           | Sub | | |  |  |                                                                   |                                                                   |                                                                   |  |  |                             |                             |                             |  |
|  | 7 | Maki Itoh | |                         |               | | | |  |  |                                                                   |                                                                   |                                                                   |  |  |                             |                             |                             |  |
|  | 10 | Ryo Mizunami | 11:15 |                         |               | | | |  |  |                                                                   |                                                                   |                                                                   |  |  |                             |                             |                             |  |
|  | 10 | Ryo Mizunami | 11:15 |                         | Ryo Mizunami  | Ryo Mizunami                                                                                            | Count-Out                                                                                               | |  |  |                                                                   |                                                                   |                                                                   |  |  |                             |                             |                             |  |
|  | | | |                         | Ryo Mizunami  | Ryo Mizunami                                                                                            | Count-Out                                                                                               | |  |  |                                                                   |                                                                   |                                                                   |  |  |                             |                             |                             |  |
|  | | | Aja Kong | Aja Kong                | 14:40         | | | |  |  |                                                                   |                                                                   |                                                                   |  |  |                             |                             |                             |  |
|  | 2 | Aja Kong | Aja Kong | Aja Kong                | 14:40         | Pin | | |  |  |                                                                   |                                                                   |                                                                   |  |  |                             |                             |                             |  |
|  | 2 | Aja Kong | |                         |               | | | |  |  |                                                                   |                                                                   |                                                                   |  |  |                             |                             |                             |  |
|  | 15 | Rin Kadokura | 7:00 |                         |               | | | |  |  |                                                                   |                                                                   |                                                                   |  |  |                             |                             |                             |  |

1. ↑  Madi Wrenkowski substituiu Anna Jay após ela sofrer uma lesão no ombro.

### Entradas e eliminações do Casino Tag Team Royale
Duas duplas começaram a luta. A cada 90 segundos, uma nova dupla entrava. Uma dupla era eliminada quando ambos os competidores da dupla fossemm lançados por cima da corda superior e ambos os pés atingiram o chão. A luta continuou até que restasse apenas um competidor ou dupla.
↑1 
| Ordem de entrada | Dupla                     | Lutadores             | Ordem de eliminação | Eliminado por      | Eliminações |
| ---------------- | ------------------------- | --------------------- | ------------------- | ------------------ | ----------- |
| 1                | The Natural Nightmares    | Dustin Rhodes         | 16                  | The Bunny          | 0           |
| 1                | The Natural Nightmares    | QT Marshall           | 7                   | Ele mesmo          | 2           |
| 2                | The Dark Order            | Alan "5" Angels       | 1                   | Santana e Ortiz    | 0           |
| 2                | The Dark Order            | Preston "10" Vance    | 15                  | The Blade          | 0           |
| 3                | The Inner Circle          | Santana               | 12                  | Jungle Boy         | 3           |
| 3                | The Inner Circle          | Ortiz                 | 9                   | Jungle Boy         | 3           |
| 4                | The Sydal Brothers        | Matt Sydal            | 3                   | Santana e Ortiz    | 0           |
| 4                | The Sydal Brothers        | Mike Sydal            | 2                   | Santana e Ortiz    | 0           |
| 5                | The Dark Order            | Evil Uno              | 13                  | Marko Stunt        | 0           |
| 5                | The Dark Order            | Stu Grayson           | 8                   | Bear Country       | 0           |
| 6                | Gunn Club                 | Austin Gunn           | 5                   | QT Marshall        | 0           |
| 6                | Gunn Club                 | Colten Gunn           | 6                   | QT Marshall        | 0           |
| 7                | The Pretty Picture        | "Pretty" Peter Avalon | 4                   | Gunn Club          | 0           |
| 7                | The Pretty Picture        | Cezar Bononi          | 10                  | Luchasaurus        | 0           |
| 8                | Varsity Blonds            | Brian Pillman Jr.     | 14                  | The Butcher        | 0           |
| 8                | Varsity Blonds            | Griff Garrison        | 11                  | Luchasaurus        | 0           |
| 9                | Bear Country              | Bear Boulder          | 18                  | The Butcher        | 2           |
| 9                | Bear Country              | Bear Bronson          | 19                  | The Butcher        | 2           |
| 10               | Jurassic Express          | Jungle Boy            | 29                  | Rey Fenix          | 5           |
| 10               | Jurassic Express          | Luchasaurus           | 17                  | Bear Country       | 3           |
| 11               | The Butcher and The Blade | The Butcher           | 23                  | Daniels e Kazarian | 2           |
| 11               | The Butcher and The Blade | The Blade             | 20                  | Pac e Fenix        | 1           |
| 12               | Private Party             | Isiah Kassidy         | 22                  | Reynolds e Silver  | 0           |
| 12               | Private Party             | Marq Quen             | 21                  | Pac e Fenix        | 0           |
| 13               | SoCal Uncensored          | Christopher Daniels   | 24                  | Rey Fenix          | 1           |
| 13               | SoCal Uncensored          | Frankie Kazarian      | 26                  | Pac                | 1           |
| 14               | Death Triangle            | Pac                   | 28                  | Jungle Boy         | 3           |
| 14               | Death Triangle            | Rey Fenix             | -                   | Vencedor           | 5           |
| 15               | The Dark Order            | Alex Reynolds         | 25                  | Jungle Boy         | 1           |
| 15               | The Dark Order            | John Silver           | 27                  | Rey Fenix          | 1           |